# Anders Hennum
Anders Brun Hennum (* 23. November 1987) ist ein ehemaliger norwegischer Biathlet und heutiger Biathlontrainer.
Anders Hennum hat an der Hochschule Lillehammer studiert. Er bestritt in der Saison 2007/08 erste internationale Rennen im Europacup der Junioren. Höhepunkt der Saison wurden die Biathlon-Juniorenweltmeisterschaften 2008 in Ruhpolding, bei denen der Norweger mit Magnus L’Abée-Lund, Dag Erik Kokkin und Arild Askestad im Staffelrennen hinter der russischen Vertretung die Silbermedaille gewann. Im Einzel wurde er 51. Zum Auftakt der Saison 2010/11 debütierte er bei den Männern im IBU-Cup und belegte bei zwei Sprints in Beitostølen jeweils den 79. Platz.
Seine bislang größeren Erfolge erreichte Hennum bei nationalen Meisterschaften mit den Staffeln der Region Buskerud. 2007 gewann er in Folldal mit Frode Andresen, Eirik Robert Kristiansen und Ole Einar Bjørndalen die Bronzemedaille, 2008 in Stryn mit denselben Mitstreitern Silber. 2011 gewann Hennum mit Vetle Sjåstad Christiansen, Andresen und Bjørndalen in Bardufoss den Titel. In Norwegen startet er auch in niederklassigen Rennen der FIS, dem Scandinavian-Cup und dem Skilanglauf-Marathon-Cup im Skilanglauf.
Nach seinem Karriereende arbeitete Hennum zunächst als Skitechniker bei der norwegischen Nationalmannschaft. Später war er Trainer der Entwicklungsmannschaft, das heißt des IBU-Cup-Teams, der norwegischen Biathlon-Männer. Nach der Saison 2021/22 gab er diesen Posten an Anders Øverby ab.